# The Race
The Race was de eerste non-stop, no-limits wedstrijd rond de wereld die startte op 31 december 2000 in Barcelona. Het idee was gebaseerd op de Jules Verne Trofee en werd bedacht door Bruno Peyron.
Ontwerpers, schippers en sponsors kregen volledige vrijheid om elk type jacht to ontwerpen en te maken. De Amerikaanse avonturier Steve Fossett was in 1999 de eerste die met een boot kwam: de 32 meter lange catamaran Playstation, waarmee meteen een nieuw 24-uurs record werd gevestigd van 933 km, met een gemiddelde snelheid van bijna 25 knopen. De Club Med, van vergelijkbare grootte, bracht deze afstand naar 1006 km, en vestigde tegelijk een nieuw record. Fossett antwoordde met de verlenging van de Playstation tot 38m, in zijn poging om alle officiële records te breken met de snelste boot in de geschiedenis van het zeewedstrijdzeilen. 
Een tweede editie was gepland voor 2004 maar werd geannuleerd wegens de concurrerende race Oryx Quest, georganiseerd door Tracy Edwards.
The Race had als doelstelling het verenigen van de verschillende maritieme culturen van de wereld en om de creativiteit in zeezeilen te bevorderen. Het was een manier om de meest spectaculaire en meest prestigieuze vloot van offshore-racers te creëren dat het zeilen ooit heeft gezien. 
| Positie | Boot                | Crew                      | Land                | Tijd            |
| ------- | ------------------- | ------------------------- | ------------------- | --------------- |
| 1       | Club Med            | Grant Dalton              | Nieuw-Zeeland       | 62d 6h 56m 33s  |
| 2       | Innovation Explorer | Loick Peyron & Skip Novak | Frankrijk           | 64d 22h 32m 38s |
| 3       | Team Adventure      | Cam Lewis                 | Verenigde Staten    | 82d 20h 21m 02s |
| 4       | Warta Polpharma     | Roman Paszke              | Polen               | 99d 12h 31m     |
| 5       | Team Legato         | Tony Bullimore            | Verenigd Koninkrijk | 104d 20h 52m    |
| /       | PlayStation         | Steve Fossett             | Verenigde staten    | Niet gefinisht  |
| /       | Team Philips        | Pete Goss                 | Verenigd Koninkrijk | Niet gestart    |

## Bron
- Evans, J., Praktisch Handboek Voor De Zeiler, 2001, Utrecht, Nederland, Veltman Uitgevers